# Zonosaurus karsteni
Espèce
Synonymes
- Gerrhosaurus karsteni Grandidier, 1869

Statut de conservation UICN

 LC  : Préoccupation mineure
Zonosaurus karsteni est une espèce de sauriens de la famille des Gerrhosauridae.

## Répartition
Cette espèce est endémique de Madagascar.

## Description
Cette espèce est ovipare. Elle mesure jusqu'à 40 cm de longueur totale.

## Étymologie
Cette espèce est nommée en l'honneur de Gustav Hermann Karsten (1817–1908).

## Publication originale
- Grandidier, 1869 : Descriptions de quelques animaux nouveaux découverts, pendant l'année 1869, sur la côte ouest de Madagascar. Revue et Magazine de Zoologie (Paris), ser. 2, vol. 21, p. 337-342 (texte intégral).